# チェ・ミョンギル (レーサー)
チェ・ミョンギル（英語名：Choi Myung-Gil、ハングル：최명길、1985年12月3日 - ）は大韓民国・ソウル特別市出身のオランダ人男性レーシングドライバー。オランダ名はRécardo Bruins Choi。

## 来歴
生後4ヶ月でオランダ人の養子となり、5歳の時にレーシングカートをはじめる。2004年にオランダで行われたフォーミュラ・ルノーで本格的にデビューした。2007年にドイツフォーミュラ3に挑戦、その年有望なオランダのドライバー賞「アルフレッドアベネストロフィー」を受賞した。2009年はフォーミュラ3で母国である韓国に渡りデビューした。

2011年7月に「2011コリアスピードフェスティバル（KSF）」のジュネシスクーペチャンジで優勝を飾った。